# Saleh al-Qumayzi
Saleh al-Qumayzi (arabisch صالح القميزي, DMG Ṣāliḥ al-Qumaizī; * 30. Oktober 1991) ist ein saudi-arabischer Fußballspieler.

## Karriere

### Klub
Er begann seine Karriere bei al-Shabab. Dort holte er mit der Mannschaft in der Spielzeit 2011/12 die Meisterschaft und später in der Saison 2013/14 noch den Pokal. Von hier wechselte er zur Saison 2014/15 auf Leihbasis zu al-Ittihad, wo er für den Rest der Saison spielte. Im Februar 2019 wechselte er schließlich fest ablösefrei zu al-Ettifaq. Seit der Saison 2021/22 steht er bei al-Faisaly unter Vertrag.

### Nationalmannschaft
Für die U20-Nationalmannschaft stand er bei der Weltmeisterschaft 2011 im Kader.